# Rezerwa wojsk kozackich
Rezerwa wojsk kozackich (niem. Kosaken-Reserve, ros. Резерв казачьих войск) – kolaboracyjny organ administracyjny wojsk kozackich w służbie III Rzeszy pod koniec II wojny światowej.
Rezerwa wojsk kozackich została utworzona we wrześniu 1944 r. specjalnym rozkazem Reichsführera SS Heinricha Himmlera. Działała przy Głównym Urzędzie SS. Na jej czele stanął słynny kozacki dowódca z okresu wojny domowej w Rosji 58-letni gen. Andriej G. Szkuro. Siedzibą był Berlin, zaś oddziały istniały w Pradze i Wiedniu. W berlińskiej centrali składającej się z komendantury i sztabu werbunkowego służyło 36 kozackich oficerów, 2 podoficerów i 27 szeregowców. Pod Berlinem powstał obóz etapowy, w którym przebywali zmobilizowani Kozacy, ochraniany i obsługiwany przez ok. 20 kozackich żołnierzy, lekarza i sanitariusza. Zadaniem rezerwy kozackich wojsk było prowadzenie rejestracji i werbunek wszystkich Kozaków, znajdujących się na terytorium III Rzeszy spośród jeńców wojennych, chcących walczyć u boku Niemców, uchodźców z okupowanych terenów ZSRR, robotników przymusowych i przedwojennych emigrantów oraz żołnierzy kozackich w szeregach niemieckich jednostek policji, Wehrmachtu, Luftwaffe i Waffen-SS. Po zgromadzeniu w obozie etapowym byli oni wysyłani do 5 kozackiego pułku szkoleniowo-zapasowego, którego nominalnym dowódcą był zresztą gen. A. G. Szkuro. 
Pułk na początku 1945 r. stał się jednostką szkoleniową XV Kozackiego Korpusu Kawalerii SS gen. Helmutha von Pannwitza. Od początku działalności rezerwy do kwietnia 1945 r. w szeregi pułku zostało skierowanych ok. 2 tys. Kozaków. Pełnili oni głównie zadania ochronne i wartownicze. Ponadto około 8 tys. Kozaków, ale głównie starszych mężczyzn, kobiety i dzieci, skierowano północnych Włoch w skład przebywającego tam Kozackiego Stanu, którego komendantem był ataman Timofiej I. Domanow. Pod koniec wojny gen. A. G. Szkuro zamierzał na bazie pułku szkoleniowego sformować 2-tysięczną samodzielną grupę bojową, ale nie doszło już do realizacji tego pomysłu. W połowie maja 1945 r. wraz z podległymi mu Kozakami poddał się na terenie Austrii Brytyjczykom i został osadzony w obozie jenieckim, a następnie przekazany Sowietom.